# Enrique de la Madrid
Enrique Octavio de la Madrid Cordero (Ciudad de México, 1 de octubre de 1962) es un abogado, servidor público, columnista y político mexicano. Fue secretario de Turismo durante el gobierno del presidente Enrique Peña Nieto entre 2015 y 2018.

## Biografía
Es hijo de Paloma Cordero Tapia y Miguel de la Madrid Hurtado, Presidente de México de 1982 a 1988. Fue miembro del Partido Revolucionario Institucional y ha sido diputado federal.
Es licenciado en Derecho, egresado de la Universidad Nacional Autónoma de México, y tiene una maestría en Administración Pública de la Escuela de Gobierno John F. Kennedy de la Universidad de Harvard. Fue profesor del ITAM desde 1996 a 1998.

### Funcionario
Entre los cargos públicos que ha ocupado están los de coordinador general técnico de la presidencia de la Comisión Nacional Bancaria y de Valores de 1994 a 1998. En 2000 fue postulado y electo diputado federal plurinominal a la LVIII Legislatura, cargo que ocupó hasta 2003, año en que fue candidato del Partido Revolucionario Institucional a Jefe Delegacional de Álvaro Obregón, Cd de México, siendo favorecida con el voto popular la candidata del Partido de la Revolución Democrática.
En 2006, siendo su predecesor José Antonio Meade Kuribreña, el presidente Felipe Calderón Hinojosa lo designó director general de Financiera Rural, cargo que dejó el 31 de julio de 2010. El 6 de diciembre de 2012, Enrique de la Madrid Cordero fue nombrado director general de Banco Nacional de Comercio Exterior (Bancomext) por el presidente Enrique Peña Nieto.
El 27 de agosto de 2015 asumió el cargo como Secretario de Turismo, mismo que desempeñó hasta el final del sexenio de Enrique Peña Nieto en noviembre del 2018. Durante su gestión, el Gran Premio de México de la Fórmula 1 fue galardonado como mejor evento del año por la FIA, cada año de 2015-2018. Asimismo, firmó tanto el contrato inicial como la extensión para un total de seis años (2016-2018 y 2019-2021) de la NFL en México.

### Sector privado
En el ámbito empresarial, De la Madrid Cordero fue Presidente Ejecutivo del Consejo Mexicano de la Industria de Productos de Consumo (ConMéxico) y Director de Relaciones Institucionales y Comunicación Corporativa de HSBC para México y América Latina.
Desde enero de 2019 y hasta noviembre de 2022, De la Madrid fue líder de la iniciativa de ciudades del Tecnológico de Monterrey, un centro de investigación y consultoría.

### Medios
Recientemente publicó su primer libro titulado México en la generación del desarrollo, bajo el sello editorial de Random House. En el libro, De la Madrid analiza los logros y ventajas comparativas que tiene México y afirma que el país puede alcanzar el desarrollo en esta generación.
Ha sido articulista de Reforma y Milenio, así como de diversos diarios de la Organización Editorial Mexicana. Es columnista del diario El Universal, con entregas semanales, y participa con comentarios en diferentes medios de comunicación.
Desde febrero de 2024, De la Madrid es el anfitrión del podcast «En Blanco y Negro» en el cual conversa con diversos invitados sobre la coyuntura mexicana.

### Aspiración presidencial
Durante el 2023, en el marco el Frente Amplio por México, De la Madrid manifestó su aspiración para ser candidato a la presidencia de México.